# Mir Wais Hosseini
Mir Wais Hosseini, né le 4 juin 1955 à Kaboul (Afghanistan), est un chimiste français spécialiste de la chimie supramoléculaire et de la tectonique moléculaire, et professeur à l'université de Strasbourg. Il est lauréat de la médaille d'argent du CNRS en 2011.

## Biographie
Arrivé en France à l'âge de 17 ans, Mir Wais Hosseini effectue des études de chimie physique et de chimie organique à l'université de Strasbourg. Il intègre ensuite l'équipe du prix Nobel Jean-Marie Lehn qui fut son directeur de thèse, qu'il a soutenu en 1983 en présence notamment de Guy Ourisson.
En 1990, il fonde le laboratoire de chimie de coordination organique, qui est devenu par la suite le laboratoire de tectonique moléculaire. Il est notamment le directeur de l'unité mixte de recherche intitulée Chimie de la matière complexe regroupant son laboratoire et 4 autres au sein de l'université de Strasbourg.
Ses travaux concernent la synthèse d'édifices moléculaires par auto-assemblage. Il contribue notamment aux travaux sur la tectonique moléculaire, et la conception de machines moléculaires.
En 1992, il est élu membre junior de l'Institut universitaire de France pour une durée de 5 ans. Il est réélu en tant que membre senior en 2004 et reconduit en 2009. Il devient membre de l'Academia Europaea en 2006. Il reçoit en 2011 la médaille d'argent du CNRS.
Il fut de 2010 à 2019 Editeur en chef du New Journal of Chemistry, une revue scientifique à comité de lecture publiée par le CNRS et la Royal Society of Chemistry.
En 2014, il est fait chevalier de la Légion d'honneur lors de la promotion de Pâques.
En 2018, il est fait chevalier de l’Ordre National des Palmes Académiques

## Distinctions et récompenses
- 1984 : prix de thèse ADRERUS
- 1989 : prix « Jeune chercheur » Direction des recherches, études et techniques.
- 1991 : Prix de la Division de chimie de coordination de la Société française de chimie.
- 1992 : Membre junior de l'Institut universitaire de France pour 5 ans[3]
- 2004 : Membre senior de l'Institut universitaire de France [4]
- 2004 :  Membre de l'Académie européenne des sciences, des arts et des lettres
- 2005 : Prix de la Division de chimie organique de la Société française de chimie.
- 2005 : Prix de l'Académie rhénane, Strasbourg.
- 2006 : Membre de l'Academia Europaea
- 2007 : Médaille Gheorge-Spacu de la Société chimique de Roumanie.
- 2009 : Membre senior de l'Institut Universitaire de France (Reconduction)
- 2010 : Prix binational franco-italien SCI-SCF.
- 2011 : Médaille d'argent du CNRS[6]
- 2012 : Prix binational franco-allemand Grignard-Wittig GDCH-SCF.
- 2014 :  Chevalier de la Légion d'honneur[8]
- 2014 : Prix Gay-Lussac Humboldt [9]
- 2014 : Izatt Christensen Award in Macrocyclic Chemistry[10]
- 2016 : Grand prix Achille-Le-Bel de la Société Française de Chimie
- 2017 : Membre de la European Academy of Sciences (EurASc)
- 2018 : Membre de l'Académie des sciences, lettres et arts d'Alsace
- 2018 :  Chevalier de l'ordre des Palmes académiques
- 2020 : Prix Senior du Groupe Chimie Supramoléculaire de la Société chimique de France

## Publications
- (en) Molecular Networks, Springer, 2009  (ISBN 978-3-642-01366-9)

### Articles
- (en) Mir Wais Hosseini, Perspectives in Molecular Tectonics, in: Macrocyclic and Supramolecular Chemistry: How Izatt-Christensen Award Winners Shaped the Field, Editor Reed M. Izatt, Wiley, 2016, p. 73-90,  (ISBN 978-1-119-05384-2).
- Mir Wais Hosseini, La tectonique moléculaire, des complexes hôte-substrat aux architectures complexes, Société Chimique de France, L’actualité chimique, janvier-février 2011, n° 348-349, p. 36-40.
- (en) Mir Wais Hosseini, Molecular Tectonics:  From Simple Tectons to Complex Molecular Networks, Acc. Chem. Res. 15/01/2005, 38, 4, 313–323.
- (en) Mir Wais Hosseini, Molecular tectonics: from molecular recognition of anions to molecular networks, Coordination Chemistry Reviews, Volume 240, Issues 1–2, 2003, p. 157-166, ISSN 0010-8545.

### Vidéos
- (en) Lecture of Prof. Mir Wais Hosseini, Perspectives in Molecular Tectonics: from molecules to crystals, mosaics of crystals and crystal welding, Kharkiv Chemical Seminar; Ukrain, 05/07/2022, Youtube, 1 h 08 min.
- Mir Wais Hosseini, La tectonique moléculaire, Unistra; 03/12/2013, Canal-U, 45 min 40 s.